# Slaughter & Apparatus: A Methodical Overture
Albums de Aborted
The Archaic Abattoir
(2005) Strychnine.213
(2008)
Slaughter & Apparatus: A Methodical Overture est le cinquième album studio du groupe de Brutal death metal belge Aborted. L'album est sorti le 20 février 2007 sous le label Century Media Records.
L'édition japonaise de l'album contient en plus les titres Slaughtered et Surprise! You're Dead!, qui sont respectivement des reprises des groupes Pantera et Faith No More.

## Musiciens
- Sven de Caluwé - Chant
- Sebastian « Seb Purulator » Tuvi - Guitare
- Matty Dupont - Guitare
- Peter Goemaere - Basse
- David Haley - Batterie

### Musiciens de session
- Jeff Walker (du groupe Carcass) - chant sur les titres Odious Emanation et A Methodical Overture
- Jacob Bredahl (du groupe Hatesphere) - chant sur le titre Avenious
- Henrik Jacobsen (du groupe Hatesphere) - guitare sur le titre Underneath Rorulent Soil

## Liste des morceaux
1. The Chondrin Enigma – 4:20
2. A Methodical Overture – 3:25
3. Avenious – 4:41
4. The Spaying Séance – 4:25
5. And Carnage Basked In Its Ebullience – 3:10
6. The Foul Nucleus Of Resurrection – 4:13
7. Archetype – 3:12
8. Ingenuity In Genocide – 3:42
9. Odious Emanation – 3:37
10. Prolific Murder Contrivance – 3:07
11. Underneath Rorulent Soil – 4:51
12. Surprise! You're Dead! (reprise du groupe Faith No More) - 2:16
13. Slaughtered (reprise du groupe Pantera) - 3:55